# Apanteles alexanderi
Apanteles alexanderi är en stekelart som beskrevs av Brethes 1922. Apanteles alexanderi ingår i släktet Apanteles och familjen bracksteklar. Inga underarter finns listade i Catalogue of Life.